# ベニン湾
ベニン湾（ベニンわん、英: Bight of Benin）またはベナン湾（ベナンわん、仏: golfe du Bénin）は、アフリカのギニア湾の一部を占める湾曲部（bight）で、かつて奴隷海岸（Slave Coast）と呼ばれた悲劇の海岸とほぼ重なる。沿岸にはナイジェリア、ベナン、トーゴ及びガーナの国々がある。この地域で最大の都市は、ナイジェリアの商都ラゴス（Lagos）である。

## 地理
セントポール岬から東へ約640km、ニジェール川のヌン河口まで伸びている。東側にはボニー湾（旧ビアフラ湾）が続いている。この湾はベニン王国にちなんで命名された。
大西洋の奴隷貿易との歴史的な関連から、この地域は奴隷海岸として知られるようになった。アフリカの他の多くの地域と同様に、ベニン湾に沿った強力な先住民の王国は、ヨーロッパ列強の到来後に大きく拡大し、アメリカ大陸の植民地化とともに世界的な貿易となった、長年確立した奴隷貿易に大きく依存していた。1640年代ではベニンは年間1200人の奴隷を受け入れたと推定されている。新しい国が生まれと異なるルートが出来るまで、規制によって奴隷貿易の増加は困難であった。